# Joël Des Rosiers
Pour les articles homonymes, voir Rosier (homonymie).

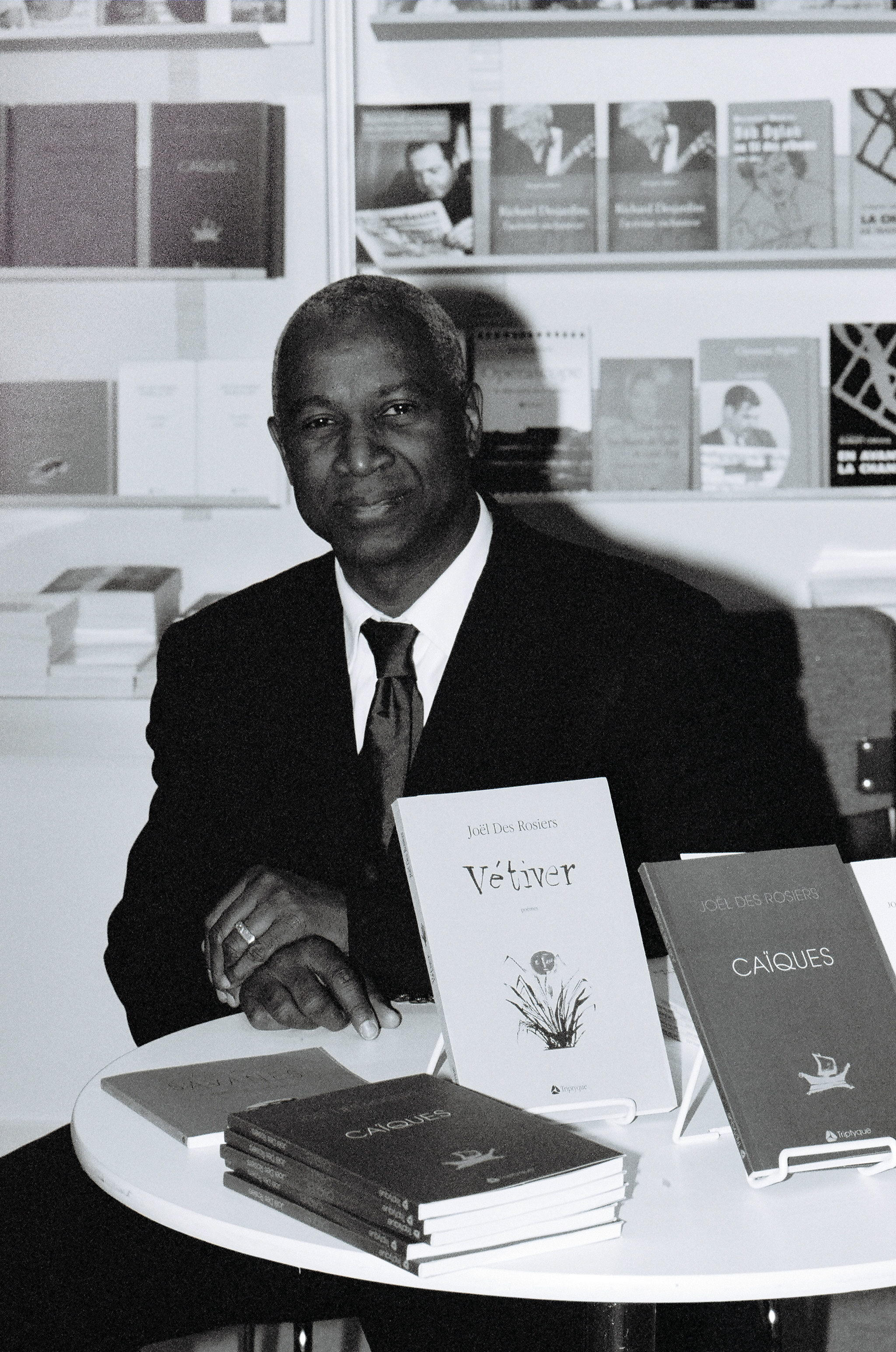
Joël Des Rosiers au Salon du livre de Montréal en 2007.

Joël Des Rosiers, né aux Cayes, en Haïti, le 26 octobre 1951, est un écrivain et psychiatre québécois d'origine haïtienne.

## Biographie
Né en octobre 1951 aux Cayes, descendant du colon français révolutionnaire Pierre Nicolas Malet, officier signataire de l'Acte d'indépendance d'Haïti,, Joël Des Rosiers vit au Canada depuis l'enfance. Il y passe son adolescence quand sa famille quitte ce pays. Il part faire des études à Strasbourg, où il se lie à la mouvance situationniste au début des années 1970.
Il s'initie à la psychanalyse en suivant les séminaires du psychiatre et psychanalyste strasbourgeois Lucien Israël (1925-1996) dont les dernières études étaient consacrées au travail d'écriture de Marguerite Duras. Alors étudiant en médecine, Des Rosiers organise durant sa période de formation l'accueil de nombreux réfugiés clandestins et participe à la défense des sans-papiers en Alsace. Les liens entre médecine, littérature et psychanalyse n'ont cessé de se resserrer dans son œuvre.
Psychiatre et psychanalyste, après une première spécialisation en chirurgie générale, poète et essayiste, il parcourt le monde, en particulier un long voyage au Sahel, avant de publier des textes dans diverses publications. Il a fait paraître aux Éditions Triptyque plusieurs recueils de poésie: Métropolis Opéra (1987), Tribu (1990), Savanes (1993), Vétiver (1999) et Caïques (2007) ainsi qu'une nouvelle salué unanimement par la critique, Un autre soleil (2007), en collaboration avec la Martiniquaise Patricia Léry.
Nomade, passionné d'architecture et de peintures contemporaines, Joël Des Rosiers a créé une œuvre considérée par quelques-uns comme « l'une des plus importantes de la poésie en langue française des dix dernières années » (Jean-Jacques Thomas, Université Duke) en raison de sa maîtrise du langage et d'un projet poétique lucide qu'il a élaboré dans un important essai intitulé Théories caraïbes. Poétique du déracinement (1996),.
Dans ses premières œuvres, il refuse le lien nostalgique alimenté par l'exil. Je ne retournerai point sous la tiédeur des vérandas, écrit-il dans Tribu. Les représentations de la ville, en particulier New York, sont positives et célèbrent l'anarchie joyeuse et tragique retrouvée en écho dans la peinture de Jean-Michel Basquiat et dans la musique postmoderne du compositeur américain d'origine haïtienne Daniel Bernard Roumain, cousin du poète. Présence et subjectivité de la rencontre, c'est à Paris qu'apparaît l'amante indigène, titre du poème d'ouverture du recueil Tribu(1990).
Paradoxalement, homme de l'ex-île, Joël Des Rosiers a fait de la caye, figure la plus fragile, la plus émouvante de l'île, le lieu initiatique de sa poésie ::
l'enfant avait porté la blessure à ses lèvres
on crut au miracle le père de ma mère cita Éloges
sur la presqu'île d'où vient le paradis
à l'extrême bout de la langue  (Vétiver, 1999)
«La caye qui désigne un îlot, un écueil, un haut-fond de madrépores, est synonyme du terme créole qui signifie « chez moi », « à la maison », « kay-mwen ». Ces jeux entre les langues et les mots, sur « kaye » et « caye » circulent d'une œuvre à l'autre : ils réunissent Saint-John Perse, Aimé Césaire, Édouard Glissant et le poète Joël Des Rosiers.
Le lieu d'errance est ce que Joël Des Rosiers appelle « théories caraïbes », "groupes d'hommes en larmes, nègres marrons affolés d'amour, qui d'une rive à l'autre, jettent leur langue nationale dans l'eau salée, dans la bouche ouverte, sans fond, de l'abysse".
Les  théories de l'errance sont toujours également des traités du déparler. Chez Joël Des Rosiers, comme chez Édouard Glissant, les « groupes d'hommes en larmes » qui errent, entre « l'origine et le monde », en ces limbes qu'ils tentent de nommer, ont recours à une parole d'eau salée, à une parole tellement singulière qu'elle serait « étrangère à la langue » et donc radicalement inouïe. Joël Des Rosiers fait le même usage subversif, novateur et poétique des mots « théories » et « traité » qu'Édouard Glissant dont il s'inspire parfois,,.
L’examen des procédés de l’écriture chez Joël Des Rosiers, « poète apatride » et figure post-exilique par excellence, inscrit sa poésie dans le courant postmoderne ou postcolonialiste. D’une part une poétique « nomade » à la limite de l’inscription et de l’effacement se base sur trois paramètres : prépondérance de l’espace et des lieux, indétermination géographique, intertextualité, d’autre part un sujet « nomade » non seulement gisant dans un espace paradoxal, un espace de médiation, un tiers-espace, zone de tension entre la périphérie et le centre, mais encore effacé des deux sémiosphères celle du soi et celle de l’autre. Il s’agit de définir la forme d’altérité qu’épouse ce sujet nomade, de dessiner les contours d’une zone, jusqu’ici mal éclairée par les travaux de recherche actuels, zone de tension placée entre celle de l’exil et celle du dialogue.
Il n’y a pas grand-chose d’humble dans le recueil de Joël Des Rosiers, une réédition de Savanes (1990, 2006), suivi des plus récents Poèmes de septembre. Avec son érudition caractéristique, ses volte-face imprévues, ses torsions syntaxiques, et ses sonorités à la fois ludiques et recherchées, Des Rosiers trace la topographie culturelle, linguistique et historique des Caraïbes et, dans la deuxième section, celle de New York après les attentats de 2001.

« nous les poètes/
nous sommes les mulâtresses de plantation/
nous désirons le maître/
et nous désirons/
nous portons le nom de ton enfant mort »

Non pas que le poète soit toujours obligé d’assumer une position sceptique, ni de forcer de multiples perspectives, Des Rosiers glisse parfois vers l’essentialisme, voire le néo-romantisme. Ses îles font preuve de promiscuité, ses amantes sont « souillées par la pureté », le corps féminin est « le corps parfait du poème ». Pourtant, quand il se libère d’un certain sentimentalisme historique, ses images poignardent et pleurent. Le dernier vers du passage cité ci-dessus est simple et émouvant: « nous portons le nom de ton enfant mort ».
La poésie de Des Rosiers, notamment dans son dernier recueil Caïques, conjugue trois éléments : des strates de mémoire (citations, fragments, tautologies), des fabuleux entremêlements de l'histoire coloniale et familiale, ouvrant sur de nouvelles formes de complexité langagière qui dévoilent, avec une sorte d'intransigeance amoureuse, l'envers lumineux du monde :
ce n'est pas une île / mais une fiction d'île
dans cette atmosphère de splendeur / d'herbacées / et de crues
j'aurai transi d'amour vos formes / afin que l'île m'oublie
Enfin, les Caïques, frêles embarcations portant en écho paronymique autant les Caciques, que les Caraïbes et la Caraïbe. Enfin, le vent qui souffle sur les significations pour libérer le paysage, les hommes et les mémoires. Enfin, l’oubli accordé comme une grâce, un improbable oubli – qui n’est pas le déni ou le refoulement – un oubli accordé à la fois à l’île et au sujet, afin que ceux-ci cessent mutuellement de se rêver et puissent délivrer « les mots des choses »
Joël Des Rosiers est lauréat du Prix de la Société des écrivains canadiens. En 1999, il reçoit le Prix du Festival international de poésie et le Grand prix du livre de Montréal pour Vétiver. La traduction anglaise du recueil Vetiver par Hugh Hazelton est récompensée par le Prix du Gouverneur général du Canada. Son recueil Caïques reçoit la mention spéciale de poésie du Prix Casa de las Americas. Son dernier recueil Gaïac est finaliste du Prix Alain-Grandbois. Le 31 octobre 2011, Joël Des Rosiers est lauréat du Prix du Québec - Athanase-David, la plus haute distinction littéraire décernée par le Gouvernement du  Québec, pour l'ensemble de son œuvre. En 2014, le Prix du MLA Modern Language Association for Independent Scholars lui est décerné pour Métaspora. Essai sur les patries intimes. Joël Des Rosiers est lauréat en 2016 du Prix FETKANN ! / Maryse Condé de poésie pour Chaux.

## Poésie
- Métropolis Opéra, Montréal, Éditions Triptyque, 1987, 91 p.  (ISBN 2890310507)
- Tribu, Montréal, Éditions Triptyque, 1990, 109 p.  (ISBN 289031104X)
- Savanes, Montréal, Éditions Triptyque, 1993, 97 p.  (ISBN 2-89031-164-3)
- Vétiver, Montréal, Éditions Triptyque, 2005, 134 p.  (ISBN 1-897109-04-0)
- Vetiver, traduction de Hugh Hazelton, Winnipeg, Signature Éditions, 2005  (ISBN 1-897109-04-0)
- Caïques, poèmes, Montréal, Éditions Triptyque, 2007, 128 p.  (ISBN 978-2-89031-577-8)
- Gaïac, poésie, Montréal, Éditions Triptyque, 2010, 108 p.  (ISBN 978-2-89031-697-3)
- CHAUX, Montréal, Éditions Triptyque, 2015  (ISBN 9782897410476)

## Essais et proses
- Théories Caraïbes, Poétique du déracinement, essai, Montréal, Éditions Triptyque, 1996, 224 p.  (ISBN 2-89031-263-1) ; réédition revue et augmentée, Montréal, Éditions Triptyque, 2009  (ISBN 978-2-89031-649-2)
- Résurgences baroques, ouvrage collectif, Les trajectoires d'un processus transculturel, essai, sous la direction de Walter Moser et Nicolas Goyer, texte "Baroque des Caraïbes", Bruxelles, Éditions La lettre volée, 2001, 288 p.  (ISBN 2-87317-138-3)
- Un autre soleil, nouvelle, coécrite avec Patricia Léry, Montréal, Plume et Encre, 2006 et Montréal, Éditions Triptyque, 2009  (ISBN 2-923236-17-3)
- Lettres à l'Indigène, correspondances, Montréal, Éditions Triptyque, 2009  (ISBN 978-2-89031-652-2)
- Métaspora. Essai sur les patries intimes, Montréal, Éditions Triptyque, 2013  (ISBN 9782890318519)

## Honneurs
- 1990 - Finaliste du Prix du Gouverneur général pour Tribu
- 1994 - Prix d'excellence de Laval pour Savanes
- 1997 - Prix de la Société des écrivains canadiens pour Théories caraïbes
- 1999 - Grand prix du livre de Montréal pour Vétiver[15]
- 2000 - Grand Prix du Festival international de la poésie pour Vétiver
- 2006 - Vetiver Prix du Gouverneur général pour la traduction anglaise décerné au traducteur Hugh Hazelton
- 2008 - Mention, Prix Casa de las Americas pour Caïques
- 2008 -  Finaliste, Prix du Salon du livre insulaire d'Ouessant pour Caïques[16], où Un autre soleil[17] était également en compétition.
- 2010 - Invité d'honneur du Salon du livre de Montréal
- 2011 - Finaliste du Prix Alain-Grandbois pour Gaïac
- 2011 - Prix Athanase-David pour l'ensemble de son œuvre[18],[19]
- 2013 - Conférencier invité à l'Université Harvard
- 2014 - Prix MLA Modern Language Association for Independent Scholars pour Métaspora. Essai sur les patries intimes.[20]
- 2015 - Conférencier invité à l'Université Emory, Atlanta
- 2016 - Prix FETKANN! / Maryse Condé de poésie pour CHAUX[21]
- 2017 - Membre de l'Académie des lettres du Québec[22]